# Selección de balonmano de Portugal
La Selección de balonmano de Portugal es la selección de balonmano de Portugal.

## Historial

### Juegos Olímpicos
| - 1936 - No participó - 1972 - No participó - 1976 - No participó - 1980 - No participó - 1984 - No participó | - 1988 - No participó - 1992 - No participó - 1996 - No participó - 2000 - No participó - 2004 - No participó | - 2008 - No participó - 2012 - No participó - 2016 - No participó - 2020 - 9.ª plaza |

### Campeonatos del Mundo
| - 1938 - No participó - 1954 - No participó - 1958 - No participó - 1961 - No participó - 1964 - No participó - 1967 - No participó - 1970 - No participó - 1974 - No participó - 1978 - No participó - 1982 - No participó | - 1986 - No participó - 1990 - No participó - 1993 - No participó - 1995 - No participó - 1997 - 19.ª plaza - 1999 - No participó - 2001 - 16.ª plaza - 2003 - 12.ª plaza - 2005 - No participó - 2007 - No participó | - 2009 - No participó - 2011 - No participó - 2013 - No participó - 2015 - No participó - 2017 - No participó - 2019 - No participó - 2021 - 10.ª plaza - 2023 - 13.ª plaza - 2025 - 4.ª plaza |

### Campeonatos de Europa
| - 1994 - 12.ª plaza - 1996 - No participó - 1998 - No participó - 2000 - 7.ª plaza - 2002 - 9.ª plaza - 2004 - 14.ª plaza | - 2006 - 15.ª plaza - 2008 - No participó - 2010 - No participó - 2012 - No participó - 2014 - No participó - 2016 - No participó | - 2018 - No participó - 2020 - 6.ª plaza - 2022 - 19.ª plaza - 2024 - 7.ª plaza |

### Última convocatoria
Convocatoria del seleccionador nacional Paulo Pereira para el Campeonato Europeo de Balonmano Masculino de 2024:
| Dorsal | Posición          | Nombre               | Edad | Altura (m) | Peso (kg) | Partidos | Goles | Club                |
| ------ | ----------------- | -------------------- | ---- | ---------- | --------- | -------- | ----- | ------------------- |
| 4      | Extremo derecho   | Pedro Portela        | 34   | 1.84       | 92        | 132      | 438   | Sporting CP         |
| 5      | Lateral izquierdo | Gilberto Duarte      | 33   | 1.97       | 100       | 119      | 306   | Pays d'Aix UCH      |
| 10     | Central           | Miguel Martins       | 26   | 1.93       | 95        | 94       | 218   | SC Pick Szeged      |
| 14     | Central           | Rui Silva            | 30   | 1.85       | 88        | 126      | 224   | FC Oporto           |
| 16     | Portero           | Diogo Rêma           | 19   | 1.89       | 91        | 6        | 1     | FC Oporto           |
| 21     | Extremo izquierdo | Leonel Fernandes     | 25   | 1.91       | 85        | 38       | 74    | FC Oporto           |
| 24     | Lateral izquierdo | Alexandre Cavalcanti | 27   | 2.01       | 105       | 74       | 93    | HBC Nantes          |
| 25     | Extremo derecho   | António Areia        | 33   | 1.89       | 91        | 85       | 260   | FC Oporto           |
| 26     | Lateral derecho   | Francisco Costa      | 18   | 1.89       | 87        | 18       | 63    | Sporting CP         |
| 30     | Pivote            | Fábio Silva          | 22   | 1.91       | 100       | 0        | 0     | Artística de Avanca |
| 31     | Lateral izquierdo | Salvador Salvador    | 22   | 1.98       | 110       | 15       | 27    | Sporting CP         |
| 34     | Central           | Gonçalo Vieira       | 24   | 1.90       | 95        | 5        | 12    | Fenix Toulouse HB   |
| 41     | Portero           | Gustavo Capdeville   | 26   | 1.90       | 90        | 42       | 0     | SL Benfica          |
| 51     | Extremo izquierdo | Pedro Oliveira       | 21   | 1.88       | 83        | 9        | 17    | FC Oporto           |
| 55     | Lateral derecho   | Joaquim Nazaré       | 22   | 1.84       | 93        | 4        | 7     | Skjern HB           |
| 79     | Lateral izquierdo | Martim Costa         | 21   | 1.88       | 90        | 16       | 35    | Sporting CP         |
| 82     | Pivote            | Luís Frade           | 25   | 1.93       | 121       | 58       | 99    | FC Barcelona        |
| 86     | Pivote            | Ricardo Brandão      | 19   | 1.99       | 108       | 7        | 8     | CB Cangas           |